# Beatrice
För andra betydelser, se Beatrice (olika betydelser).

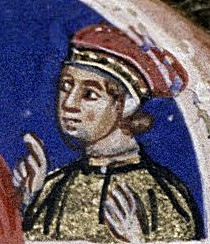
Beatrice I av Burgund

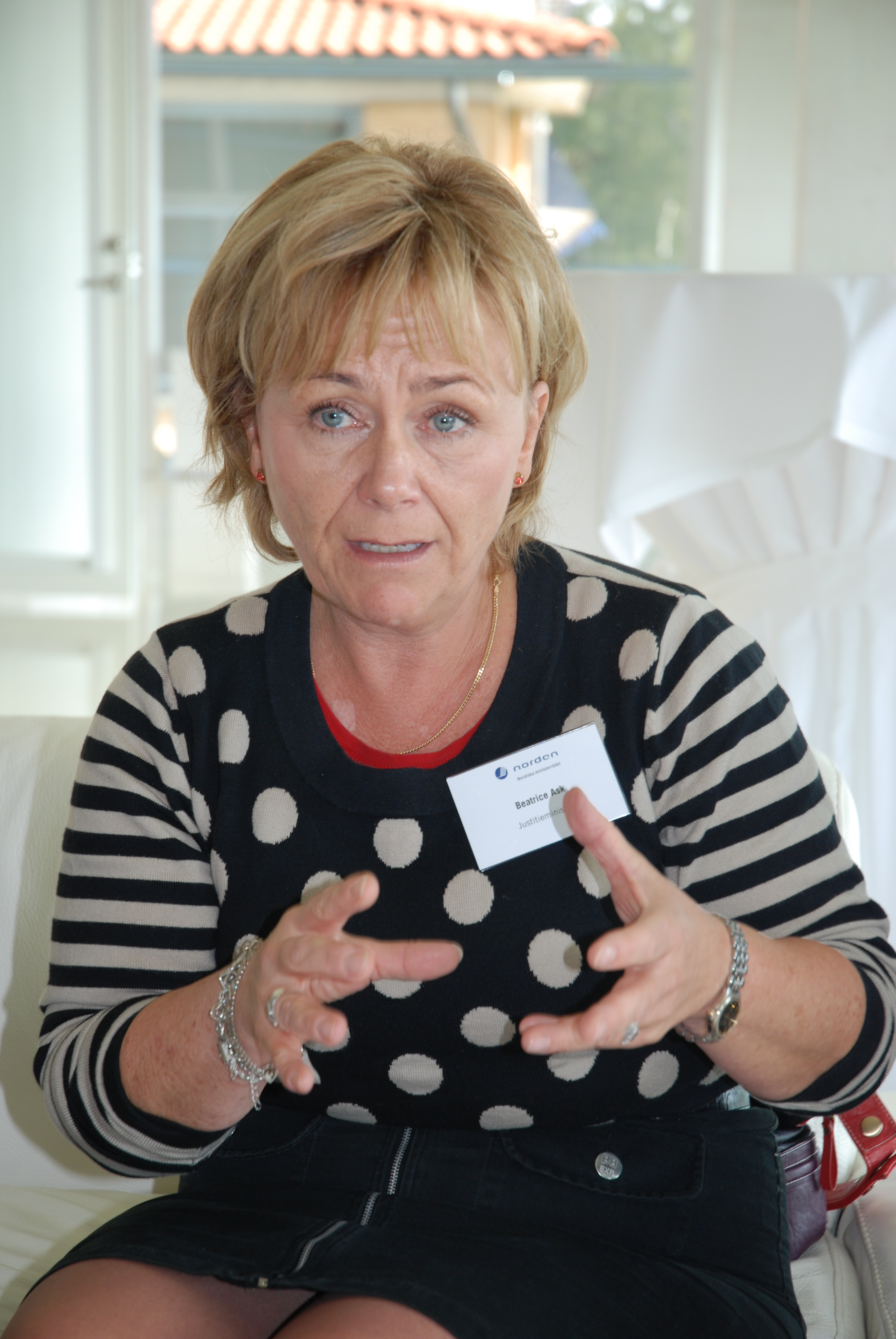
Beatrice Ask

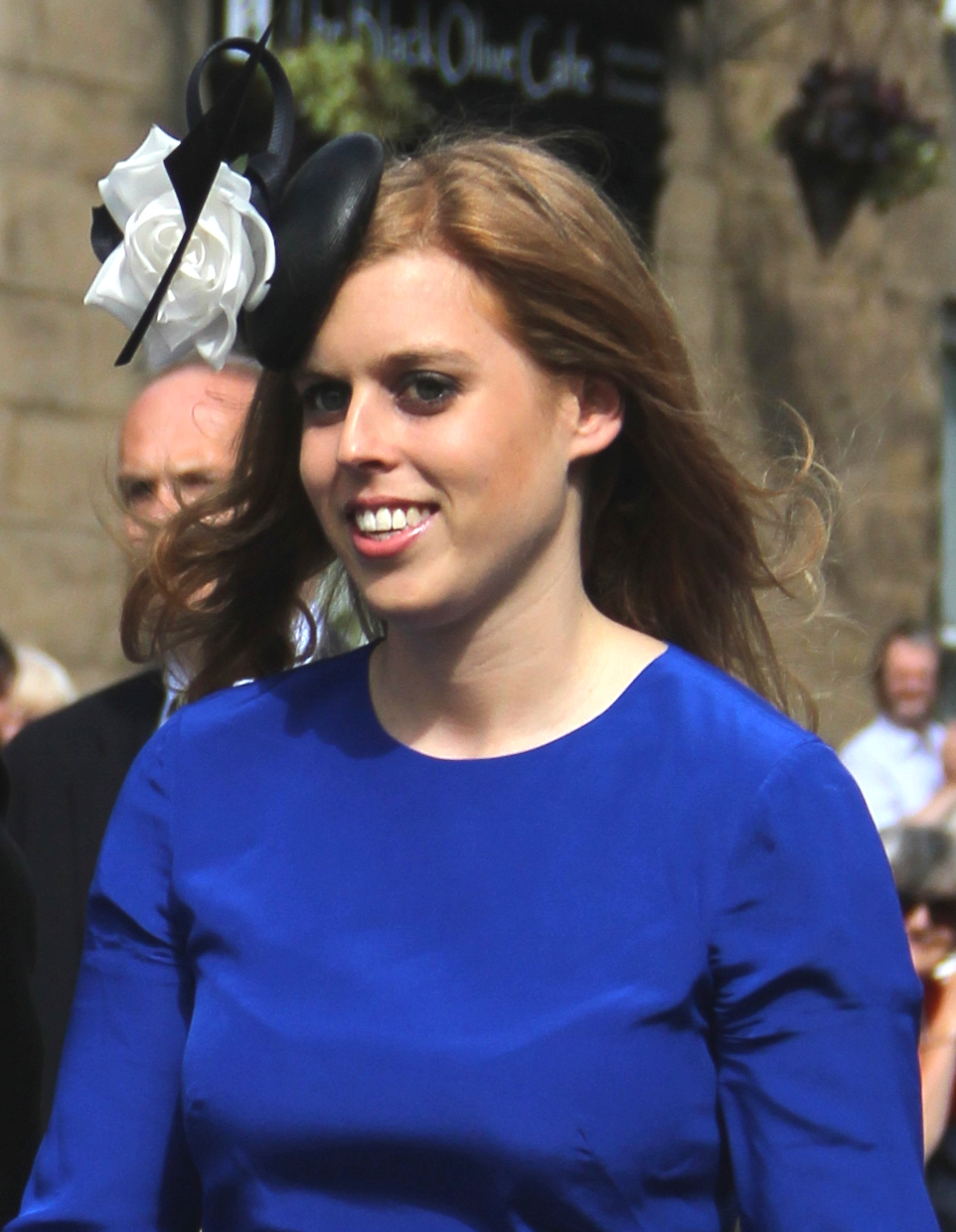
Prinsessan Beatrice av York

Beatrice är ett kvinnonamn med latinskt ursprung med betydelsen lyckosam. Namnet härstammar från latinets Beatrix, som genom franskan har blivit Beatrice. Namnet har förekommit i Sverige sedan 1800-talet.
Namnet klättrade snabbt på topplistorna i Sverige på 1980-talet men har sedan avtagit i popularitet.[källa behövs]
Den 31 december 2014 fanns det totalt 9 466 kvinnor folkbokförda i Sverige med namnet Beatrice, varav 4 254 bar det som tilltalsnamn.
Namnsdag i Sverige: 2 december. I den finlandssvenska namnsdagslängden har Beatrice namnsdag 2 december sedan 1950.

## Personer med namnet Beatrice
- Beatrice av Bourbon, drottning av Böhmen
- Beatrice I av Burgund, monark (grevinna) i Burgund och tysk-romersk kejsarinna
- Beatrice av Hohenstaufen, tysk-romersk kejsarinna
- Beatrice av Kastilien, drottning av Portugal
- Beatrice av Luxemburg, drottning av Ungern
- Beatrice av Portugal, drottning av Kastilien
- Beatrice av Portugal, hertiginna av Savojen
- Beatrice av Provence,  regerande grevinna av Provence samt icke-regerande drottning av Sicilien och Neapel
- Beatrice av Rethel, siciliansk drottning
- Prinsessan Beatrice av Storbritannien, brittisk prinsessa, dotter till Viktoria I av Storbritannien
- Beatrice av Vermandois, fransk drottning
- Prinsessan Beatrice av York, brittisk prinsessa
- Beatrice Arthur, amerikansk skådespelerska
- Beatrice Ask, svensk politiker (m) och f.d. statsråd, landshövding
- Beatrice Stella Campbell, brittisk skådespelerska
- Beatrice Cenci, italiensk kvinna som avrättades 1599 för fadermord
- Beatrice Dahlgren, svensk friidrottare
- Beatrice d’Este, italiensk hertiginna
- Beatrice d’Este, ungersk drottning
- Beatrice Faumuina, nyzeeländsk friidrottare
- Beatriz Galindo, spansk fysiker och humanist
- Béatrice Hiéronyme de Lorraine, tysk furstinna
- Beatrice Järås, svensk skådespelare och regissör
- Beatrice Lascaris di Tenda, hertiginna av Milano
- Beatrice Portinari (1266–1290), musa till Dante Alighieri
- Beatrice Reiman, svensk youtubare
- Beatrice Straight, amerikansk skådespelerska
- Beatrice Webb, brittisk reformator
- Beatrice Zade, svensk författare

### Fiktiva personer med namnet Beatrice
- Beatrice, en idealgestalt i Dante Alighieris diktning. Författaren ska enligt traditionen ha inspirerats av den verkliga Bice Portinari. Dante möter Beatrice första gången i I livets vår från omkring 1293 och hon återkommer i Divina Commedia (1307–1321).[5]
- Beatrice Aurore, person i en dikt av Harriet Löwenhjelm, utgiven 1919 och senare tonsatt av Hjalmar Casserman.
- Beatrice Dahlén i tv-serien Rederiet, spelades av Gaby Stenberg (1994–2001 och 2002).
- Beatrice Löwenström, den kvinnliga huvudpersonen i romanen Överenskommelser av Simona Ahrnstedt.